# Caffè crema
Caffè crema (tiếng Ý: cà phê kem) dùng để chỉ hai loại đồ uống cà phê khác nhau sau:
- Tên gọi cũ cho cà phê espresso (thập niên 1940 và 50).
- Đồ uống cà phê espresso dài chủ yếu phục vụ tại Thụy Sĩ, Áo và miền bắc Ý (từ thập niên 1980 trở đi), dọc theo biên giới Ý/Thụy Sĩ và Ý/Áo.[2]

Do màu sắc đồ uống, nên từ ngữ này thường mang nghĩa "espresso", trong khi với các cuộc thảo luận kỹ thuật, đề cập đến đồ uống dài, nó có thể được hiểu hẹp hơn là caffè crema Thụy Sĩ.
Các tên gọi khác gồm "crema caffè" và "café crema" – "café" là từ tiếng Pháp, còn "caffè" và "crema" là tiếng Ý, do đó "café crema" là sự pha trộn giữa tiếng Pháp và Ý.